# Horné Zahorany
Horné Zahorany es un municipio del distrito de Rimavská Sobota en la región de Banská Bystrica, Eslovaquia, con una población estimada a final del año 2024 de 102 habitantes.
Se encuentra ubicado al este de la región, en la cuenca hidrográfica del río Sajó —un afluente derecho del río Tisza— y cerca de la frontera con la región de Košice y con Hungría.

## Demografía
| Año        | 1994 | 2004    | 2014    | 2024     |
| ---------- | ---- | ------- | ------- | -------- |
| Población  | 144  | 143     | 129     | 102      |
| Diferencia |      | −0,69 % | −9,79 % | −20,93 % |

| Año        | 2023 | 2024    |
| ---------- | ---- | ------- |
| Población  | 99   | 102     |
| Diferencia |      | +3,03 % |